# Lîseanka, Baștanka
Lîseanka (în ucraineană Лисянка) este un sat în comuna Lenine din raionul Baștanka, regiunea Mîkolaiiv, Ucraina.

## Demografie
Componența lingvistică a localității Lîseanka
     Ucraineană (91,67%)
     Rusă (5,56%)
     Română (2,78%)
Conform recensământului din 2001, majoritatea populației localității Lîseanka era vorbitoare de ucraineană (91,67%), existând în minoritate și vorbitori de rusă (5,56%) și română (2,78%).